# Saint Sébastien (Titien)
Pour les articles homonymes, voir Saint Sébastien (homonymie).
Saint Sébastien est une peinture à l'huile sur toile de 210 × 115,5 cm réalisée vers 1570-1572 par Titien.
Deuxième peinture du maître sur ce sujet, elle est conservée au musée de l'Ermitage à Saint-Pétersbourg.